# Witmoos
Witmoos este o arie protejată (arie specială de conservare — SAC, sit de importanță comunitară — SCI) din Austria întinsă pe o suprafață de 18,19 ha, integral pe uscat.

## Localizare
Centrul sitului Witmoos este situat la coordonatele 47°30′12″N 9°50′51″E / 47.5033°N 9.8475°E.

## Înființare
Situl Witmoos a fost declarat sit de importanță comunitară în mai 1995 pentru a proteja 1 specie de animale. Situl a fost protejat și ca arie specială de conservare în august 2003.

## Biodiversitate
Situată în ecoregiunea alpină, aria protejată conține 7 habitate naturale: Turbării active, Mlaștini oligotrofe degradate, capabile încă de regenerare naturală, Mlaștini turboase de tranziție și turbării mișcătoare, Depresiuni pe substraturi de turbă de Rhynchosporion, Mlaștini alcaline, Mlaștini împădurite, Păduri aluvionare cu Alnus glutinosa și Fraxinus excelsior (Alno-Padion, Alnion incanae, Salicion albae).
La baza desemnării sitului se află o specie protejată de  amfibieni: izvoraș-cu-burta-galbenă (Bombina variegata).
Pe lângă speciile protejate, pe teritoriul sitului au mai fost identificate 18 specii de plante.